# Parapsyche apicalis
Parapsyche apicalis is een schietmot uit de familie Hydropsychidae. De soort komt voor in het Nearctisch gebied.